# Pittodrie Stadium
Pittodrie Stadium je fotbalový stadion v skotském městě Aberdeen. Stadion se stal jedním z prvních stadiónů ve Spojeném království, které měli všechny místa k sezení. S kapacitou 22 199 míst je jedním z největších stadiónů ve Skotsku. Kromě ligových zápasů se zde občas odehrávají i mezinárodní zápasy a příležitostně i ragby. Vystoupili zde hudebnici Elton John a Rod Steward.

## Historie
Prvním nájemníkem byl tým Aberdeen, předchůdce Aberdeen FC. 2. září 1899 bylo odehráno první utkání na novém stadionu Pittodrie Park, domácí zvítězili 7-1 nad týmem Dumbarton. Od roku 1903 se stal domovem mužstva Aberdeen FC (14. dubna 1903 se 3 místní kluby: Aberdeen, Victoria United a Orion spojili do jednoho týmu nesoucí název Aberdeen Football Club). Dne 15. srpna 1903 přišlo 8000 diváků sledovat první zápas nového týmu Aberdeen FC, když remizovali 1-1 s týmem Stenhousemuir. S rostoucí popularitou týmu bylo postupně stadion rozšiřován. V roce 1925 byla postavena hlavní tribuna, kde se nachází klubové kanceláře, šatny a místnosti s trofejemi.
Po druhé světové válce tým vyhrál svou první trofej, když vyhrál Skotský pohár. Rekordní účast 45,061 návštěvníků sledovalo 13. března 1954 utkání mezi Aberdeenen FC a Hearts of Midlothian ve Skotském Poháru. Od 1. srpna 1968 se změnil název na Pittodrie Stadium. 6. února 1971, oheň zničil část hlavní tribuny, šatny a kanceláře klubu. Poslední vylepšení stadionu přišlo v roce 1993, když byla na východní straně postavena nová Richard Donald Tribuna. Dne 1. srpna 1993 byla nová tribuna otevřena zápasem v Ligovém Poháru proti celku Clydebank.

## Tribuny

Mapa stadionu

### Hlavní Tribuna
Nachází se zde klubové kanceláře, místnosti s trofejemi. Na levé straně Tribuny vystupují hráči na hřiště. Na tribuně se nacházejí VIP boxy. Nejdražší lístky jsou na tuto tribunu. Na východní straně se nachází klubový obchod.

### Merkland Tribuna
Tribuna je pojmenována po ulici, která se nachází za tribunou(tribuna je také známá jako 'Paddock'). Tribuna je zaměřena na návštěvy rodin, tomu je přizpůsobena snížená ceny lístků. K dispozici je také sekce pro zdravotně postižené v blízkosti hřiště. Vchod na tribunu dominuje průčelí postavené z žuly.

### Richard Donald Tribuna
Tribuna je pojmenována po bývalém předsedovi klubu Donaldu Richardovi. Tribuna byla dokončena v roce 1993 za cenu 4,5 milionu liber. Je zde více než 6000 míst k sezení. Na této tribuně se nacházejí pokoje, které jsou používány pro firemní akce.

### Jižní Tribuna
Tribuna je pojmenovaná podle jižní strany, kde stojí. Kapacita tribuny je přibližně 8 400 míst. Část tribuny není zastřešená. Od roku 1993 se nejvýchodnější část používá pro fanoušky hostí. Při jejich velkém počtu, se dá sektor hostů rozšířit až k půlící čáře. Na této tribuně jsou umístěna televizní a komentátorská místa.

## Budoucnost
Navzdory všem vylepšení stadionu je jeho budoucnost nejasná. Klub totiž plánuje že se přestěhuje na nový stadion "New Aberdeen Stadium"

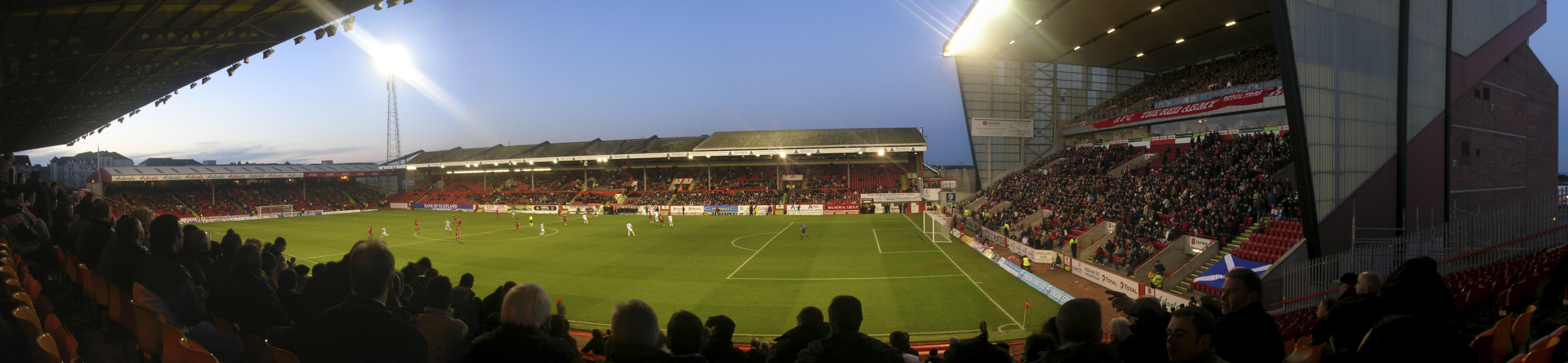
Pittodrie Stadium ze sekce hostí z Jižní Tribuny